# Haematopota singarensis
Haematopota singarensis är en tvåvingeart som beskrevs av Stone och Philip 1974. Haematopota singarensis ingår i släktet Haematopota och familjen bromsar. Inga underarter finns listade i Catalogue of Life.